# Scinax maracaya
Espèce
Synonymes
- Hyla maracaya Cardoso & Sazima, 1980

Statut de conservation UICN

 DD  : Données insuffisantes
Scinax maracaya est une espèce d'amphibiens de la famille des Hylidae.

## Répartition
Cette espèce est endémique de l'État du Minas Gerais au Brésil. Elle se rencontre au-dessus de 900 m d'altitude dans la serra da Canastra,.

## Publication originale
- Cardoso & Sazima, 1980 : Nova espécie de Hyla do sudeste brasileiro (Amphibia, Anura,. Hylidae). Revista Brasileira de Biologia, vol. 40, no 1, p. 75-79.